# Huntingtin

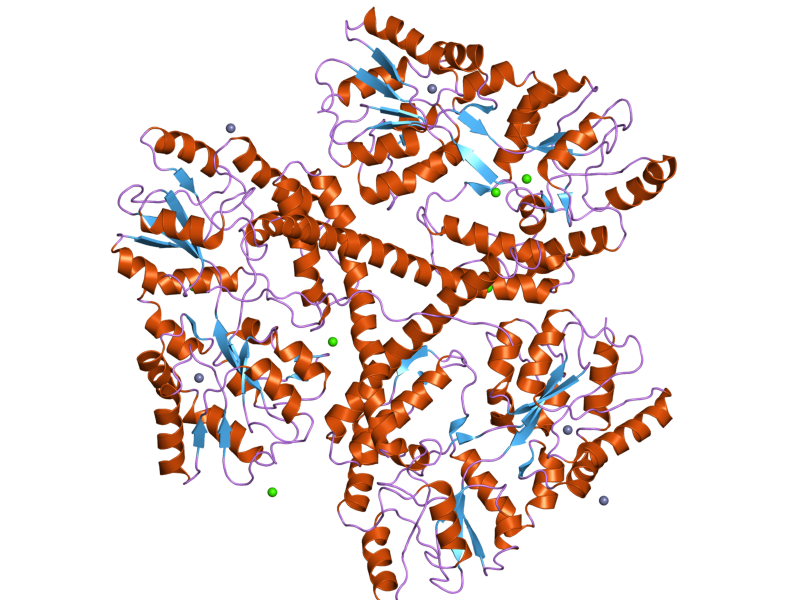
Stiliserad bild av huntingtins tredimensionella struktur

Huntingtin är ett protein vars funktion är okänd. Den studeras dock flitigt eftersom ett förändrat huntingtin kan leda till Huntingtons sjukdom.

## Gen
Genen finns på kromosom 4 och benämns Htt. Mot 5'-änden har Htt en upprepning av trinukleotiden CAG som kodar för aminosyran glutamin. Genen består av 67 exon.

## Struktur
Huntingtin är ett relativt stort protein (350 kDa) och mer än 3100 aminosyror långt. Stora delar av proteinet är uppbyggt av HEAT-repetitioner, upprepningar på 38 aminosyror som bildar två α-helixdomäner sammanbundna av en kort länk. Mot den N-terminala änden finns en polyglutaminkedja (polyQ) med en längd på mellan 6 och 34 upprepningar i normalt huntingtin.

## Del i Huntingtons sjukdom
Om en mutation i Htt gör så att polyglutaminkedjan blir längre än 34 upprepningar är det troligt att Huntingtons sjukdom kommer framträda under en normal livstid. Ju längre kedjan är desto tidigare bryter sjukdomen ut. PolyQ-kedjan gör att fragment, i första hand bestående av den N-terminala änden av huntingtin bildar olösliga aggregat, vilket medium spiny neuron i corpus striatum har visat sig vara känsliga mot. 